# Holzgau
Holzgau is een gemeente in het district Reutte in de Oostenrijkse deelstaat Tirol.

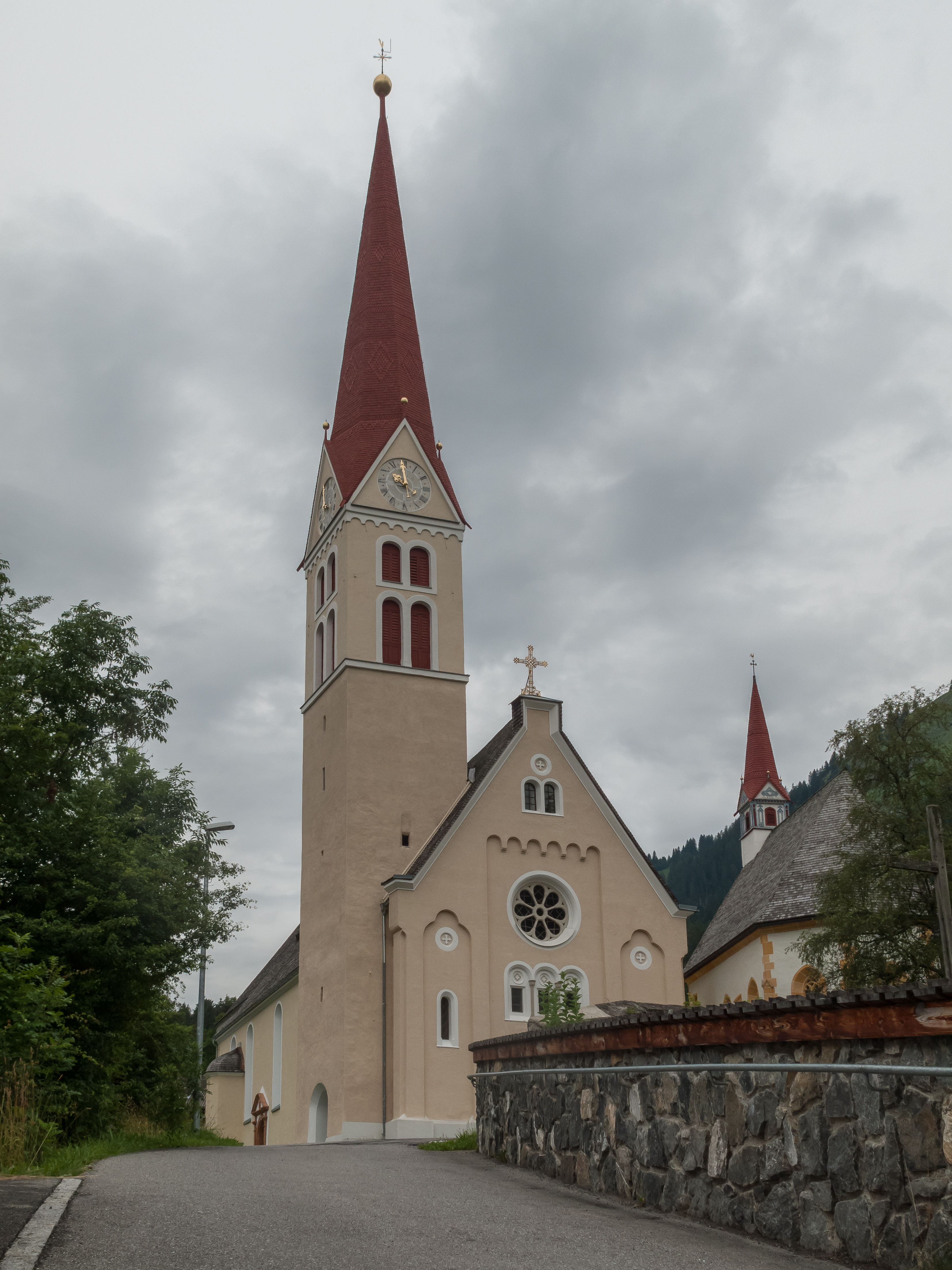
Kerk: katholische Pfarrkirche Unsere Liebe Frau Mariae Himmelfahrt

Het hoofddorp van de gemeente ligt in het Lechtal op de puinwaaier van de Höhenbach. Het dorp werd voor het eerst in 1315 vermeld als Holzge, later als Holzgaw. In 1401 werd het een zelfstandige parochie.
Het dorp is vooral bekend om zijn woningen met beschilderde voorgevels. Enkele daarvan zijn in de afgelopen decennia grondig gerenoveerd. Het Heimatmuseum geeft een impressie van het leven van vroegere generaties in het hoger gelegen deel van het Lechtal. De Simmswaterval werd in de 19e eeuw aangelegd door de Britse industrieel Frederick Richard Simms.

## Geboren in Holzgau
- Josef Strobl (1974), voormalig Oostenrijks alpineskiër